# Pandolfo IV. Malatesta
Pandolfo IV. Malatesta, italijanski kondotjer, * 1475, † 1534.